# Cálculo não padronizado
Em matemática, cálculo não padronizado ou cálculo não standard é a aplicação moderna de infinitesimais, no sentido de análise não padronizada, ao cálculo diferencial e integral. Fornece uma justificação rigorosa para alguns argumentos em cálculo que anteriormente eram consideradas meramente heurísticos.